# 2016 en hockey sur glace
Cette page présente les éléments de hockey sur glace de l'année 2016, que ce soit d'un point de vue rencontres internationales ou championnats nationaux. Les grandes dates des différentes compétitions sont données ainsi que les décès de personnalités du hockey mondial.

## Autres

### Fins de carrière
- 26 janvier : Craig Adams.
- 25 février : Joni Pitkänen.
- 28 février : Ľubomír Višňovský.
- 14 mars : Brice Chauvel.
- 17 mars : Brenden Morrow.
- 17 mars : David Petrasek.
- 18 mars : Benjamin Plüss.
- 18 mars : Pierre-Marc Bouchard.
- 19 mars : Kyle Greentree.
- 23 mars : Jan Plch.
- 24 mars : Mickaël Pérez.
- 26 mars : Aymeric Gillet.
- 26 mars : Aram Kevorkian.
- 26 mars : Jan Majercak.
- 27 mars : Joël Perrault.
- 28 mars : Mitja Šivic.
- 28 mars : Jan Latvala.
- 2 avril : Sergueï Varlamov.
- 2 avril : Jason Ulmer.
- 2 avril : Mark Bell.
- 11 avril : Mirko Lüdemann.
- 11 avril : Cody McCormick.
- 27 avril : Rickard Wallin.
- 28 avril : Colton Orr.
- 29 avril : Antti Miettinen.
- 26 mai : Chris Phillips.
- 30 mai : Jan Bulis.
- 1er juin : Viktor Tokaji.
- 1er juin : Daniel Tjärnqvist.
- 1er juin : Grant Clitsome.
- 1er juin : Ján Pardavý.
- 3 juin : Jeff May.
- 16 juin : Esa Pirnes.
- 23 juin : Sami Ryhänen.
- 27 juin : Jani Rita.
- 20 juillet : Brad Richards.
- 21 juillet : Ryan O'Byrne.
- 29 juillet : Erik Ersberg.
- 29 juillet : Rodrigo Laviņš.
- 29 juillet : Jochen Hecht
- 16 août : Tim Jackman
- 24 septembre : Joey Mormina.
- 24 septembre : Joey Crabb.
- 1er octobre : Ville Uusitalo.
- 3 octobre : Barret Jackman.
- 3 octobre : Olli Malmivaara.
- 3 octobre : Mike Santorelli.
- 11 octobre : Rouslan Fedotenko.
- 5 novembre : Artyom Senkevich.
- 5 novembre : Raffi Torres.
- 25 novembre : Matthew Carle.
- 27 novembre : David Laliberté.
- 27 novembre : Kanstantsin Kaltsow.
- 29 novembre : Travis Moen.
- 17 décembre : Matthew Lombardi.
- 22 décembre : David Legwand.

### Décès
- 1er janvier : Jim Ross[1].
- 26 février : Andy Bathgate[2].
- 10 mars : Bill Gadsby[3].
- 13 mars : Ken Broderick[4].
- 22 mars : Aarne Honkavaara[5].
- 11 avril : Ed Snider[6].
- 16 avril : Charlie Hodge[7].
- 2 mai : Walter Dürst[8].
- 4 mai : Gaëtan Boucher[9].
- 30 mai : Tom Lysiak[10].
- 30 mai : Rick MacLeish[11].
- 10 juin : Gordie Howe[12].
- 4 juillet : Lou Fontinato[13].
- 13 juillet : Jack Riley[14]
- 17 juillet : Paul Johnson[15]
- 4 septembre : Roberto Bissonnette[16]
- 7 septembre : Bob Dailey[17]
- 22 septembre : Walter Bush[18]
- 5 novembre : Marek Svatoš[19]
- 10 décembre : Bill Dineen[20]